# Asamoah Gyan
Asamoah Gyan (Acra, Ghana, 22 de noviembre de 1985) es un exfutbolista ghanés que jugaba como delantero.
Anteriormente se destacó en los clubes Udinese, Modena y Rennes.
Participó en las Copas Mundiales de 2006, 2010 y 2014, esta última como capitán del equipo con el seleccionado de su país. Con 51 goles anotados, es el máximo anotador en la historia de su selección y con un total de 6 goles convertidos, es el máximo goleador africano en la historia de los mundiales.[cita requerida]

## Trayectoria

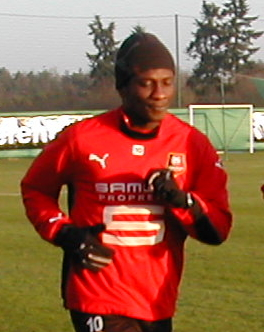
Asamoah Gyan entrenando con el Stade Rennais F.C. el 29 de diciembre de 2008.

Gracias a su rapidez, fuerza y gran remate, firmó por el Udinese Calcio en 2003. Al año siguiente fue transferido al Modena FC, de la Serie B, donde se ha destapado como un gran goleador. El 31 de agosto de 2010, a pocas horas del cierre del mercado de fichajes, firmó por el Sunderland A.F.C. inglés. En el año 2010 fue conocido por el penal de luis Suárez, también fue uno de los candidatos a ganar el balón de oro.
En el mercado de verano del 2011, el Sunderland estuvo negociando su salida al RCD Mallorca, debido a sus problemas con el técnico del equipo inglés. Más tarde, el Galatasaray se unió a la puja, donde finalmente tampoco se hizo con sus servicios. Finalmente, el 10 de septiembre de 2011, el Sunderland confirma la cesión del jugador al Al Ain por una temporada, por una cifra cercana a los 6 millones de euros.

## Selección nacional

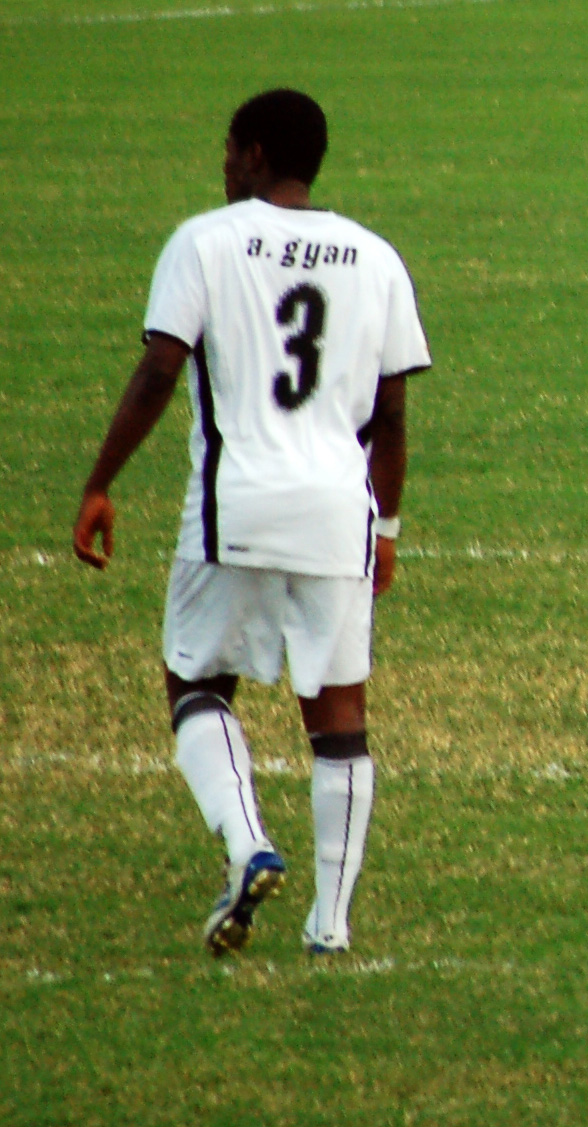
Asamoah Gyan jugando para.

Fue internacional con la selección de fútbol de Ghana. Debutó el 19 de noviembre de 2003 frente a Somalia. En la clasificación para el Mundial de Alemania 2006, disputó ocho encuentros en los que anotó cuatro goles. Ya en la fase de grupos del Mundial de Alemania 2006 marcó un gol que abrió en el minuto 2 el marcador frente a República Checa (ganó Ghana finalmente 0-2). Se perdió la Copa Africana de Naciones de 2006 por lesión.
En el Mundial de Sudáfrica 2010 marcó dos goles de penal ante Serbia y Australia respectivamente. En los octavos de final volvería marcar, esta vez ante Estados Unidos, logrando el pase a cuartos de final, donde se enfrentaría a Uruguay. En cuartos de final, tuvo la oportunidad de darle el pase a su selección a semifinales y convertirse así en la selección africana que más lejos llegaba en la historia de los mundiales. En el final del tiempo suplementario, luego de una infracción cometida por el delantero uruguayo Luis Suárez al evitar un gol adversario expulsando el balón de su propia meta con la mano, Gyan fue seleccionado para ejecutar el tiro penal, el cual falló estrellándolo contra el travesaño. Acto seguido, tuvo lugar la tanda de penaltis, donde Uruguay ganaría por 4 a 2, a pesar de que Gyan convirtió el primer penal por Ghana.
El 12 de mayo de 2014 el entrenador de la selección de Ghana, Akwasi Appiah, incluyó a Gyan en la lista preliminar de 26 jugadores preseleccionados para la Copa Mundial de Fútbol de 2014. Semanas después, el 1 de junio, fue ratificado en la lista final de 23 jugadores que viajarán a Brasil. Gyan jugó los tres partidos de Ghana en el torneo como titular, anotando frente a Portugal y Alemania. No obstante, las Estrellas Negras serían eliminadas en la primera ronda.

### Participaciones en Copas del Mundo
| Mundial                        | Sede      | Resultado        | Partidos | Goles |
| ------------------------------ | --------- | ---------------- | -------- | ----- |
| Copa Mundial de Fútbol de 2006 | Alemania  | Octavos de final | 2        | 1     |
| Copa Mundial de Fútbol de 2010 | Sudáfrica | Cuartos de final | 4        | 3     |
| Copa Mundial de Fútbol de 2014 | Brasil    | Primera fase     | 3        | 2     |

### Goles en Copas del Mundo
| # | Fecha               | Lugar                                  | Oponente        | Marcador | Resultado | Competición  |
| - | ------------------- | -------------------------------------- | --------------- | -------- | --------- | ------------ |
| 1 | 17 de junio de 2006 | RheinEnergieStadion, Colonia, Alemania | República Checa | 1–0      | 2–0       | Mundial 2006 |
| 2 | 13 de junio de 2010 | Loftus Versfeld, Pretoria, Sudáfrica   | Serbia          | 1–0      | 1–0       | Mundial 2010 |
| 3 | 19 de junio de 2010 | Royal Bafokeng, Rustenburg, Sudáfrica  | Australia       | 1–1      | 1–1       | Mundial 2010 |
| 4 | 26 de junio de 2010 | Royal Bafokeng, Rustenburg, Sudáfrica  | Estados Unidos  | 2–1      | 2–1       | Mundial 2010 |
| 5 | 21 de junio de 2014 | Aderaldo P. Castelo, Fortaleza, Brasil | Alemania        | 2–1      | 2–2       | Mundial 2014 |
| 6 | 26 de junio de 2014 | Estadio Nacional, Brasilia, Brasil     | Portugal        | 1–1      | 1–2       | Mundial 2014 |

## Estadísticas

### Clubes
(Clubes) Actualizado al último partido jugado el 11 de diciembre de 2020.

 (Selección) Actualizado al último partido jugado el 8 de julio de 2019.
| Club                                    | Div.          | Temporada     | Liga  | Liga  | Copas nacionales | Copas nacionales | Copas internacionales | Copas internacionales | Total | Total |
| Club                                    | Div.          | Temporada     | Part. | Goles | Part.            | Goles            | Part.                 | Goles                 | Part. | Goles |
| --------------------------------------- | ------------- | ------------- | ----- | ----- | ---------------- | ---------------- | --------------------- | --------------------- | ----- | ----- |
| Liberty P. F. C. Ghana                  | 1.ª           | 2003          | 16    | 10    | –                | –                | –                     | –                     | 16    | 10    |
| Liberty P. F. C. Ghana                  | Total club    | Total club    | 16    | 10    | 0                | 0                | 0                     | 0                     | 16    | 10    |
| Modena F. C. · Italia                   | 2.ª           | 2004-05       | 28    | 7     | 0                | 0                | –                     | –                     | 28    | 7     |
| Modena F. C. · Italia                   | 2.ª           | 2005-06       | 25    | 8     | 1                | 0                | –                     | –                     | 26    | 8     |
| Modena F. C. · Italia                   | Total club    | Total club    | 53    | 15    | 1                | 0                | 0                     | 0                     | 54    | 15    |
| Udinese Calcio · Italia                 | 1.ª           | 2003-04       | 1     | 0     | 0                | 0                | –                     | –                     | 1     | 0     |
| Udinese Calcio · Italia                 | 1.ª           | 2006-07       | 25    | 8     | 1                | 0                | –                     | –                     | 26    | 8     |
| Udinese Calcio · Italia                 | 1.ª           | 2007-08       | 13    | 3     | 0                | 0                | –                     | –                     | 13    | 3     |
| Udinese Calcio · Italia                 | Total club    | Total club    | 39    | 11    | 1                | 0                | 0                     | 0                     | 40    | 11    |
| Stade Rennais F. C. Francia             | 1.ª           | 2008-09       | 16    | 1     | 3                | 0                | 1                     | 0                     | 20    | 1     |
| Stade Rennais F. C. Francia             | 1.ª           | 2009-10       | 29    | 13    | 1                | 0                | –                     | –                     | 30    | 13    |
| Stade Rennais F. C. Francia             | 1.ª           | 2010-11       | 3     | 0     | 0                | 0                | –                     | –                     | 3     | 0     |
| Stade Rennais F. C. Francia             | Total club    | Total club    | 48    | 14    | 4                | 0                | 1                     | 0                     | 53    | 14    |
| Sunderland A. F. C. Inglaterra          | 1.ª           | 2010-11       | 31    | 10    | 2                | 1                | –                     | –                     | 33    | 11    |
| Sunderland A. F. C. Inglaterra          | 1.ª           | 2011-12       | 3     | 0     | 1                | 0                | –                     | –                     | 4     | 0     |
| Sunderland A. F. C. Inglaterra          | Total club    | Total club    | 34    | 10    | 3                | 1                | 0                     | 0                     | 37    | 11    |
| Al-Ain F. C. · Emiratos Árabes Unidos   | 1.ª           | 2011-12       | 18    | 22    | 6                | 5                | —                     | —                     | 24    | 27    |
| Al-Ain F. C. · Emiratos Árabes Unidos   | 1.ª           | 2012-13       | 22    | 31    | 2                | 0                | 4                     | 1                     | 28    | 32    |
| Al-Ain F. C. · Emiratos Árabes Unidos   | 1.ª           | 2013-14       | 26    | 29    | 5                | 5                | 12                    | 12                    | 43    | 46    |
| Al-Ain F. C. · Emiratos Árabes Unidos   | 1.ª           | 2014-15       | 17    | 13    | 1                | 0                | 6                     | 5                     | 24    | 18    |
| Al-Ain F. C. · Emiratos Árabes Unidos   | Total club    | Total club    | 83    | 95    | 14               | 10               | 22                    | 18                    | 119   | 123   |
| Shanghái SIPG China                     | 1.ª           | 2015          | 10    | 4     | 1                | 1                | -                     | -                     | 11    | 5     |
| Shanghái SIPG China                     | 1.ª           | 2016          | 10    | 3     | -                | -                | 4                     | -                     | 14    | 3     |
| Shanghái SIPG China                     | Total club    | Total club    | 20    | 7     | 1                | 1                | 4                     | 0                     | 25    | 8     |
| Shabab Al-Ahli · Emiratos Árabes Unidos | 1.ª           | 2016-17       | 14    | 6     | 8                | 2                | 2                     | -                     | 24    | 8     |
| Shabab Al-Ahli · Emiratos Árabes Unidos | Total club    | Total club    | 14    | 6     | 8                | 2                | 2                     | 0                     | 24    | 8     |
| Kayserispor Turquía                     | 1.ª           | 2017-18       | 12    | 1     | 5                | 3                | -                     | -                     | 17    | 4     |
| Kayserispor Turquía                     | 1.ª           | 2018-19       | 14    | 4     | 3                | 1                | -                     | -                     | 17    | 5     |
| Kayserispor Turquía                     | Total club    | Total club    | 26    | 5     | 8                | 4                | 0                     | 0                     | 34    | 9     |
| NorthEast United India                  | 1.ª           | 2019-20       | 8     | 4     | -                | -                | -                     | -                     | 8     | 4     |
| NorthEast United India                  | Total club    | Total club    | 8     | 4     | 0                | 0                | 0                     | 0                     | 8     | 4     |
| Legon Cities F. C. Ghana                | 1.ª           | 2020-21       | 5     | 0     | -                | -                | -                     | -                     | 5     | 0     |
| Legon Cities F. C. Ghana                | Total club    | Total club    | 5     | 0     | 0                | 0                | 0                     | 0                     | 5     | 0     |
| Total carrera                           | Total carrera | Total carrera | 344   | 177   | 38               | 17               | 29                    | 18                    | 411   | 212   |
| 1. 2. 3.                                |               |               |       |       |                  |                  |                       |                       |       |       |

Fuentes: UAEFA (I) UAEFA (II) - - [http://www.soccerbase.com/players/player.sd?player_id=42865 SoccerBase - Transfermarkt - WorldFootball - ESPN - FootballDataBase.

## Palmarés

### Distinciones individuales
| Distinción                                                   | Año  |
| ------------------------------------------------------------ | ---- |
| Nominado al FIFA Balón de Oro                                | 2010 |
| Máximo goleador de la Liga Árabe (22 goles)                  | 2012 |
| Máximo goleador de la Liga Árabe (31 goles)                  | 2013 |
| Máximo goleador de la Liga Árabe (29 goles)                  | 2014 |
| Máximo goleador de la Liga de Campeones de la AFC (12 goles) | 2014 |